# Tom Strong and the Planet of Peril
Tom Strong and the Planet of Peril — ограниченная серия комиксов, которую в 2013 году издавала компания Vertigo.

## Синопсис
Том Стронг и Вал Вар Гарм отправляются на дальний уголок галактики под названием Терра Обскура, чтобы помочь Тесле, дочери Тома, и её будущему ребёнку, которые находятся в опасности.

## История создания
Хоган был рад работать со Спроусом. Он также надеялся, что после выхода серии Vertigo позволит им писать ещё больше комиксов о Стронге.

### Выпуски
| № | Название                          | Дата выхода      | Кол-во страниц | Оценка на Comic Book Roundup    |
| - | --------------------------------- | ---------------- | -------------- | ------------------------------- |
| 1 | The Girl in the Bubble            | 31 июля 2013     | 32             | 7,9 из 10 на основе 13 рецензий |
| 2 | Masks and the Red Death           | 28 августа 2013  | 32             | 8,4 из 10 на основе 3 рецензий  |
| 3 | The New Egyptian Book of the Dead | 25 сентября 2013 | 32             | 8 из 10 на основе 1 рецензии    |
| 4 | The Cavalier’s Attitude           | 23 октября 2013  | 32             | 6 из 10 на основе 2 рецензий    |
| 5 | Sleeping In Flames                | 27 ноября 2013   | 32             | 7 из 10 на основе 3 рецензий    |
| 6 | The Bells                         | 31 декабря 2013  | 32             | 7,5 из 10 на основе 2 рецензий  |

### Сборники
| Название                           | Тип            | Дата выхода  | Собранный материал                      | Кол-во страниц | ISBN                       |
| ---------------------------------- | -------------- | ------------ | --------------------------------------- | -------------- | -------------------------- |
| Tom Strong and the Planet of Peril | Мягкая обложка | 25 июня 2014 | Tom Strong and the Planet of Peril #1-6 | 144            | 978-1401246457, 1401246451 |

## Реакция

### Отзывы критиков
На сайте Comic Book Roundup серия имеет 7 баллов с половиной из 10 на основе 24 рецензий. Бенджамин Бейли из IGN дал дебюту оценку 8,7 из 10 и посчитал, что «если и есть проблема у этого выпуска, так это то, что он играет для давних фанатов, а не для новых читателей». Нэт Уэбб из Comic Book Resources писал, что «рисунки Криса Спроуса как всегда фантастичны». Шанна ВанВольт из Newsarama поставила первому выпуску 8 баллов из 10 и назвала его «хорошим противоядием от плохих фильмов о супергероях». Кори Шрёдер из Comic Vine вручил дебюту 3 звезды из 5 и похвалил колориста.

### Продажи
Ниже представлен график продаж выпусков и сборника комикса за их первый месяц выхода на территории Северной Америки.